# Mazuria

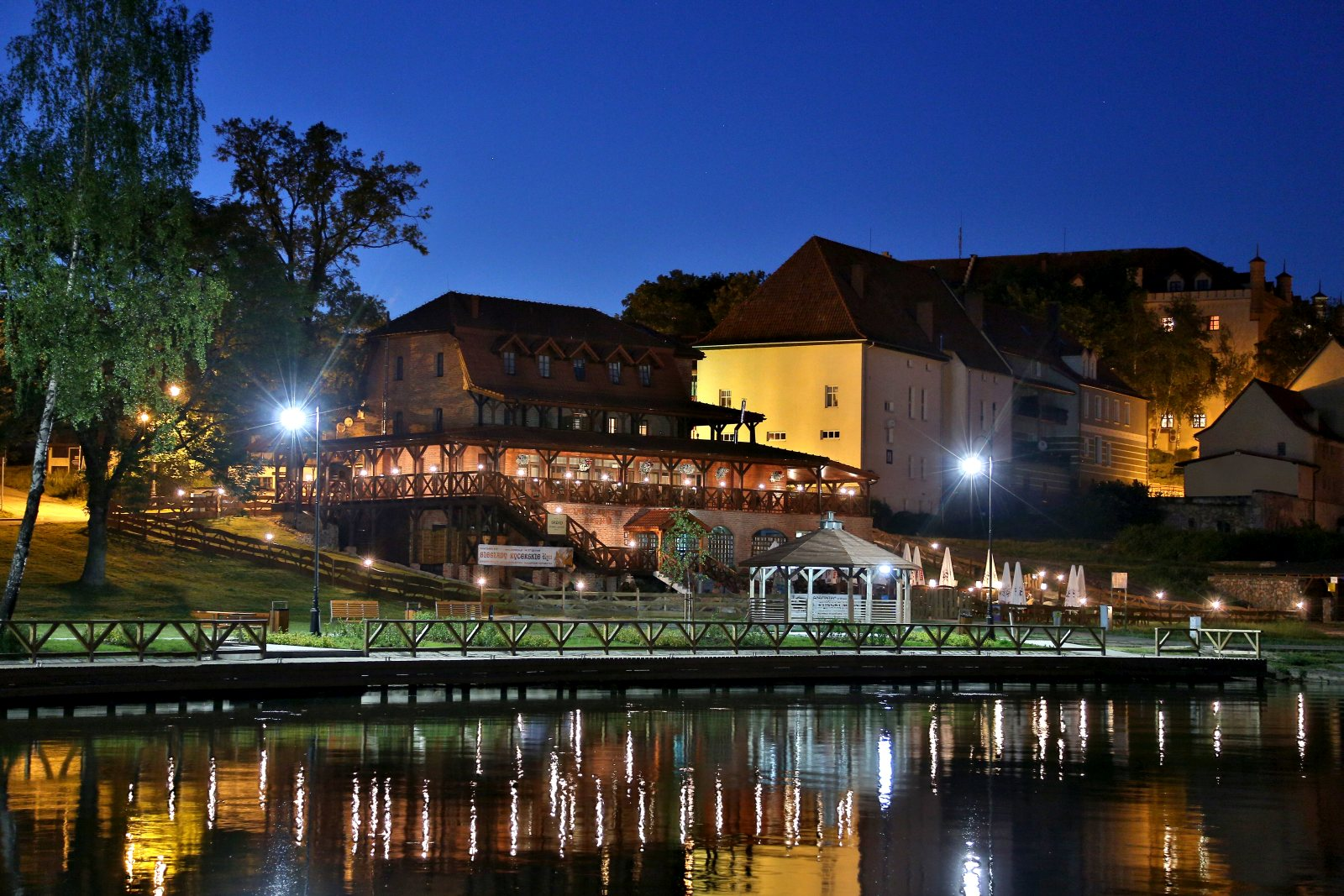
Ryn

Mazuria (în poloneză Mazury, în germană Masuren) este o regiune istorică în nord-estul Poloniei. Cuprinde districtele sudice ale Voievodatului Varmia și Mazuria. Până în 1945 a făcut parte din Germania (provincia Prusia Orientală), deși în regiune exista o importantă comunitate poloneză (mai exact mazurieni). 

## Mazuria modernă
În Mazuria modernă, populația indigenă a dispărut practic în totalitate. Mazuria a fost încorporată în sistemul statal de administrație în 1945. În 1999 Mazuria, împreună cu Varmia, constituia o singură provincie administrativă. 
Aeroportul Internațional Szczytno-Szymany, aflat în Mazuria, a intrat în atenția lumii în urma unor reportaje jurnalistice care au sugerat că aeroportul ar putea constitui un așa numit „loc negru”, implicat în rețeaua CIA de răpiri și transfer extrajudiciar de persoane.